# Record svizzeri di atletica leggera
I record svizzeri di atletica leggera rappresentano le migliori prestazioni di atletica leggera stabilite dagli atleti di nazionalità svizzera e ratificate dalla Swiss Athletics.

## Outdoor

### Maschili
Statistiche aggiornate al 29 maggio 2022.
| Specialità              | Prestazione | Atleta                                                               | Società            | Data              | Luogo                |
| ----------------------- | --- | -------------------------------------------------------------------- | ------------------ | ----------------- | -------------------- |
| 100 m piani             | 10"11 (+0,7 m/s) | Alex Wilson                                                          | LAS Old Boys Basel | 27 maggio 2017    | Weinheim             |
| 200 m piani             | 20"04 (+0,7 m/s) | Alex Wilson                                                          | LAS Old Boys Basel | 9 agosto 2018     | Berlino              |
| 400 m piani             | 44"99 | Mathias Rusterholz                                                   | TV Herisau         | 3 luglio 1996     | Losanna              |
| 800 m piani             | 1'42"55 | André Bucher                                                         | STV Beromünster    | 17 agosto 2001    | Zurigo               |
| 1 000 m piani           | 2'15"63 | André Bucher                                                         | STV Beromünster    | 24 maggio 2001    | Langenthal           |
| 1 500 m piani           | 3'31"75 | Pierre Délèze                                                        | CA Sion            | 21 agosto 1985    | Zurigo               |
| Miglio                  | 3'50"36 | Pierre Délèze                                                        | CA Sion            | 25 agosto 1982    | Coblenza             |
| 2 000 m piani           | 4'54"46 | Pierre Délèze                                                        | LC Zürich          | 15 settembre 1987 | Losanna              |
| 3 000 m piani           | 7'41"05 | Markus Ryffel                                                        | ST Bern            | 18 luglio 1979    | Losanna              |
| 5 000 m piani           | 13'05"59 | Markus Ryffel                                                        | ST Bern            | 11 agosto 1984    | Los Angeles          |
| 10 000 m piani          | 27'53"16 | Julien Wanders                                                       | Stade Geneve       | 17 luglio 2019    | Hengelo              |
| 10 km (strada)          | 27'13" | Julien Wanders                                                       | Stade Geneve       | 12 gennaio 2020   | Valencia             |
| 20 000 m piani          | 59'14"02 | Stéphane Schweickhardt                                               | CABV Martigny      | 15 aprile 1998    | Martigny             |
| 20 km (strada)          | 57'43" | Tadesse Abraham                                                      | LC Uster           | 15 febbraio 2015  | Barcellona           |
| 1 ora                   | 20 483 m | Stéphane Schweickhardt                                               | CABV Martigny      | 15 aprile 1998    | Martigny             |
| Mezza maratona          | 59'13" | Julien Wanders                                                       | Stade Geneve       | 8 febbraio 2019   | Ras al Khaimah       |
| 25 km (strada)          | 1h14'32" | Tadesse Abraham                                                      | LC Uster           | 20 marzo 2016     | Seul                 |
| 30 km (strada)          | 1h29'33" | Tadesse Abraham                                                      | LC Uster           | 20 marzo 2016     | Seul                 |
| Maratona                | 2h05'01" | Tadesse Abraham                                                      | LC Uster           | 20 marzo 2016     | Seul                 |
| 100 km (strada)         | 6h27'24" | Peter Rupp                                                           | SSC Langnau        | 3 ottobre 1985    | Ginevra              |
| 3 000 m siepi           | 8'22"24 | Christian Belz                                                       | ST Bern            | 4 giugno 2001     | Hengelo              |
| 110 m ostacoli          | 13"12 | Jason Joseph                                                         | LC Therwil         | 14 Agosto 2021    | La Chaux-de-Fonds    |
| 400 m ostacoli          | 48"13 | Marcel Schelbert                                                     | LC Zürich          | 28 agosto 1999    | Hengelo              |
| Salto in alto           | 2,31 m | Roland Dalhäuser                                                     | Birsfelden         | 7 giugno 1981     | Eberstadt            |
| Salto con l'asta        | 5,71 m | Felix Böhni                                                          | LC Zürich          | 11 giugno 1983    | Berna                |
| Salto in lungo          | 8,45 | Simon Ehammer                                                        | TV Teufen          | 28 maggio 2022    | Götzis               |
| Salto triplo            | 17,13 m | Alexsander Martinez                                                  | LC Zürich          | 10 agosto 2006    | Göteborg             |
| Getto del peso          | 22,75 m | Werner Günthör                                                       | ST Bern            | 23 agosto 1988    | Berna                |
| Lancio del disco        | 64,04 m | Christian Erb                                                        | LV Winterthur      | 18 settembre 1988 | Norden               |
| Lancio del martello     | 80,51 m | Patric Suter                                                         | Hochwacht Zug      | 17 settembre 2003 | Löffingen            |
| Lancio del giavellotto  | 82,07 m | Stefan Müller                                                        | LV Winterthur      | 16 settembre 2006 | Berna                |
| Decathlon               | 8 377 punti | Simon Ehammer                                                        | TV Teufen          | 29 maggio 2022    | Götzis               |
| Decathlon               | 10"46 (100 m), 8,45 m (lungo), 14,42 m (peso), 2,03 m (alto), 48"44 (400 m) 13"75 (110 hs), 36,98 m (disco), 5,10 m (asta), 55,98 m (giavellotto), 5'08"51 (1 500 m) |                                                                      |                    |                   |                      |
| Marcia 20 000 m (pista) | 1h26'11"5 | Aldo Bertoli                                                         | CM Yverdon         | 20 luglio 1991    | Yverdon              |
| Marcia 20 km (strada)   | 1h25'20" | Alejandro Florez                                                     | SA Lugano          | 13 aprile 2013    | Poděbrady            |
| Marcia 30 000 m (pista) | 2h17'24"9 | Pascal Charrière                                                     | CM Fribourg        | 4 ottobre 1998    | Chailly-sur-Montreux |
| Marcia 50 000 m (pista) | 3h59'45"8 | Pascal Charrière                                                     | CM Fribourg        | 21 settembre 1997 | Losanna              |
| Marcia 50 km (strada)   | 3h59'20" | Pascal Charrière                                                     | CM Fribourg        | 14 aprile 1996    | Friburgo             |
| Staffetta 4×100 m       | 38"54 | Pascal Mancini Reto Amaru Schenkel Suganthan Somasundarm Alex Wilson | Swiss Athletics    | 16 agosto 2014    | Zurigo               |
| Staffetta 4×200 m       | 1'24"37 | Steven Gugerli Pascal Mancini Amaru Schenkel Suganthan Somasundaram  | Swiss Athletics    | 3 maggio 2015     | Bahamas              |
| Staffetta 4×400 m       | 3'02"46 | Laurent Clerc Mathias Rusterholz Alain Rohr Marcel Schelbert         | Swiss Athletics    | 28 agosto 1999    | Siviglia             |
| Staffetta 4×800 m       | 7'30"8 | Martin Aschwanden Jürg Winiger Hans Lang Werner Meier                | TV Unterstrass ZH  | 31 luglio 1974    | Zurigo               |
| Staffetta 4×1 500 m     | 15'10"76 | Urs Klauser Martin Walter Pierre Délèze Peter Wirz                   | LC Zürich          | 29 maggio 1988    | Langenthal           |

### Femminili
Statistiche aggiornate al 18 luglio 2022.
| Specialità              | Prestazione | Atleta                                                         | Società                  | Data              | Luogo                |
| ----------------------- | --- | -------------------------------------------------------------- | ------------------------ | ----------------- | -------------------- |
| 100 m piani             | 10"89 | Mujinga Kambundji                                              | ST Bern                  | 24 giugno 2022    | Zurigo               |
| 200 m piani             | 22"05 | Mujinga Kambundji                                              | ST Bern                  | 19 luglio 2022    | Eugene               |
| 400 m piani             | 50"52 | Lea Sprunger                                                   | COVA Nyon                | 1 luglio 2018     | La Chaux-de-Fonds    |
| 800 m piani             | 1'57"95 | Selina Büchel                                                  | KTV Bütschwil            | 4 luglio 2015     | Parigi               |
| 1 000 m piani           | 2'31"51 | Sandra Gasser                                                  | ST Bern                  | 13 settembre 1989 | Jerez de la Frontera |
| 1 500 m piani           | 3'58"20 | Anita Weyermann                                                | GG Bern                  | 8 agosto 1998     | Monaco               |
| Miglio                  | 4'23"29 | Anita Weyermann                                                | GG Bern                  | 1 luglio 1998     | Bellinzona           |
| 2 000 m piani           | 5'35"59 | Cornelia Bürki                                                 | LC Rapperswil-Jona       | 11 luglio 1986    | Londra               |
| 3 000 m piani           | 8'35"83 | Anita Weyermann                                                | GG Bern                  | 7 luglio 1999     | Roma                 |
| 5 000 m piani           | 14'59"28 | Anita Weyermann                                                | GG Bern                  | 5 giugno 1996     | Roma                 |
| 10 000 m piani          | 31'35"96 | Daria Nauer                                                    | TV Langenthal            | 13 agosto 1994    | Helsinki             |
| 10 km (strada)          | 32'01" | Fabienne Schlumpf                                              | TG Hütten                | 14 ottobre 2018   | Berlino              |
| Mezza maratona          | 1h10'36" | Fabienne Schlumpf                                              | TG Hütten                | 24 marzo 2018     | Valencia             |
| Maratona                | 2h31'08" | Maja Neuenschwander                                            | ST Bern                  | 16 agosto 2014    | Zurigo               |
| 100 km (strada)         | 7h51'34" | Sonja Knöpfli                                                  | LV Winterthur            | 10 giugno 2006    | Bienne               |
| 3 000 m siepi           | 9'20"28 | Chiara Scherrer                                                |                          | 18 giugno 2022    | Parigi               |
| 100 m ostacoli          | 12"62 | Lisa Urech                                                     | SK Langnau               | 3 luglio 2011     | La Chaux-de-Fonds    |
| 400 m ostacoli          | 54"06 | Lea Sprunger                                                   | COVA Nyon                | 4 ottobre 2019    | Doha                 |
| Salto in alto           | 1.95 m | Siglinde Cadusch                                               | TV Unterstrass           | 2 settembre 2007  | Marietta             |
| Salto con l'asta        | 4,78 m | Nicole Büchler                                                 | LC Zürich                | 6 maggio 2016     | Doha                 |
| Salto in lungo          | 6.84 m | Irene Pusterla                                                 | Vigor Ligornetto         | 20 agosto 2011    | Chiasso              |
| Salto triplo            | 13,49 m | Fatim Affessi                                                  | CA Genève                | 1 luglio 2018     | La Chaux-de-Fonds    |
| Getto del peso          | 18,02 m | Ursula Stähli                                                  | OB Basel                 | 14 agosto 1988    | Zugo                 |
| Lancio del disco        | 60,60 m | Rita Pfister                                                   | LV Winterthur            | 6 giugno 1976     | Dortmund             |
| Lancio del martello     | 67.42 m | Nicole Zihlmann                                                | LC Luzern                | 9 luglio 2018     | Lucerna              |
| Lancio del giavellotto  | 58,31 m | Geraldine Ruckstuhl                                            | STV Altbüron             | 28 maggio 2017    | Götzis               |
| Eptathlon               | 6 464 punti | Annik Kälin                                                    |                          | 18 luglio 2022    | Eugene               |
| Eptathlon               | 13"20 (100 hs), 1,83 m (alto), 14,43 m (peso), 23"92 (200 m), 6,33 m (lungo), 41,62 m (giavellotto), 2'08"50 (800 m) |                                                                |                          |                   |                      |
| Marcia 10 000 m (pista) | 45'28"53 | Laura Polli                                                    | SA Lugano                | 25 luglio 2015    | Tesserete            |
| Marcia 20 km (strada)   | 1h32'36" | Marie Polli                                                    | SA Lugano                | 8 marzo 2009      | Lugano               |
| Staffetta 4×100 m       | 42"18 | Ajla Del Ponte Sara Atcho Mujinga Kambundji Salomé Kora        | Svizzera Swiss Athletics | 5 ottobre 2019    | Doha                 |
| Staffetta 4×200 m       | 1'31"75 | Mujinga Kambundji Léa Sprunger Joëlle Golay Fanette Humair     | Svizzera Swiss Athletics | 25 maggio 2014    | Nassau               |
| Staffetta 4×400 m       | 3'28"52 | Helen Burkart Regula Zürcher Maraquita Brillante Kathrin Lüthi | Svizzera Swiss Athletics | 22 agosto 1993    | Stoccarda            |
| Staffetta 4×800 m       | 9'02"42 | Elsbeth Liebi Doris Fuhrer Margret Jampen Marijke Moser        | ST Bern                  | 4 giugno 1978     | Zugo                 |
| Staffetta 3×1000 m      | 8'26"22 | Laura Giudice Sina Sprecher Delia Sclabas                      | LG Bern                  | 16 settembre 2017 | Rapperswil-Jona      |

## Indoor

### Maschili
Statistiche aggiornate al 29 gennaio 2022.
| Specialità             | Prestazione                                                                                                | Atleta                                                       | Società                     | Data                          | Luogo           |
| ---------------------- | --- | ------------------------------------------------------------ | --------------------------- | ----------------------------- | --------------- |
| 50 m piani             | 5"79 | Pascal Mancini                                               | FSG Estavayer-le-Lac        | 19 gennaio 2020               | Aigle           |
| 60 m piani             | 6"60 | Cédric Grand Pascal Mancini                                  | Individuel AGA Stade Geneve | 20 febbraio 1999 8 marzo 2015 | Macolin Praga   |
| 200 m piani            | 20"99 | Kevin Widmer                                                 | Stade Geneve                | 1 febbraio 1998               | Macolin         |
| 400 m piani            | 45"92 | Alain Rohr                                                   | TV Länggasse                | 13 febbraio 2000              | Macolin         |
| 800 m piani            | 1'44"93 | André Bucher                                                 | STV Beromünster             | 3 marzo 2002                  | Genova          |
| 1 000 m piani          | 2'20"73 | Markus Trinkler                                              | Hochwacht Zug               | 26 febbraio 1989              | Sindelfingen    |
| 1 500 m piani          | 3'38"86 | Peter Philipp                                                | BTV Chur                    | 4 febbraio 2001               | Stoccarda       |
| Miglio                 | 3'58"79 | Pierre Délèze                                                | CA Sion                     | 12 marzo 1987                 | Valencia        |
| 3 000 m piani          | 7'44"43 | Markus Ryffel                                                | ST Bern                     | 25 febbraio 1979              | Vienna          |
| 5 000 m piani          | 13'34"68                                                                                                   | Markus Ryffel                                                | ST Bern                     | 9 febbraio 1985               | East Rutherford |
| 50 m ostacoli          | 6"52 | Ivan Bitzi                                                   | LV Horw                     | 5 febbraio 2006               | San Gallo       |
| 60 m ostacoli          | 7"56 | Jason Joseph                                                 | LC Therwil                  | 17 febbraio 2019              | San Gallo       |
| Salto in alto          | 2,32 m | Roland Dalhäuser                                             | Birsfelden LC Zürich        | 6 marzo 1982                  | Milano          |
| Salto in alto          | 2,32 m | Roland Dalhäuser                                             | Birsfelden LC Zürich        | 7 marzo 1987                  | Indianapolis    |
| Salto con l'asta       | 5,62 m | Felix Böhni                                                  | ?                           | 15 febbraio 2004              | Pontiac         |
| Salto in lungo         | 8,26 m | Simon Ehammer                                                | TV Teufen                   | 29 gennaio 2022               | Aubière         |
| Salto triplo           | 16,70 m | Alexander Martinez Aimes                                     | LC Zürich                   | 25 febbraio 2006              | Macolin         |
| Getto del peso         | 22,26 m | Werner Günthör                                               | ST Bern                     | 8 febbraio 1987               | Macolin         |
| Eptathlon              | 5 915 punti                                                                                                | Simon Ehammer                                                | TV Teufen                   | 2 febbraio 2020               | Macolin         |
| Eptathlon              | 6"94 (60 m), 7,75 m (lungo), 12,98 m (peso), 1.95 m (alto), 7"86 (60 hs), 4,70 m (asta), 2'51"14 (1 000 m) |                                                              |                             |                               |                 |
| Marcia 5 000 m (pista) | Vacante |                                                              |                             |                               |                 |
| Staffetta 4×200 m      | 1'30"34 | Andreas Ritz Dembah Fofanah Raphaël Casanova Silvan Lutz     | Svizzera Swiss Athletics    | 14 febbraio 2009              | San Gallo       |
| Staffetta 4×400 m      | 3'09"04 | Alain Rohr Cédric El-Idrissi Martin Leiser Andreas Oggenfuss | Svizzera Swiss Athletics    | 7 marzo 2004                  | Budapest        |

### Femminili
Statistiche aggiornate al 19 marzo 2022.
| Specialità             | Prestazione                                                                  | Atleta                                                     | Società            | Data             | Luogo        |
| ---------------------- | ---------------------------------------------------------------------------- | ---------------------------------------------------------- | ------------------ | ---------------- | ------------ |
| 50 m piani             | 6"26                                                                         | Martina Feusi                                              | LC Zürich          | 27 gennaio 2002  | San Gallo    |
| 60 m piani             | 6"96                                                                         | Mujinga Kambundji                                          | ST Bern            | 18 marzo 2022    | Belgrado     |
| 200 m piani            | 22"88                                                                        | Lea Sprunger                                               | COVA Nyon          | 18 febbraio 2018 | Macolin      |
| 400 m piani            | 51"28                                                                        | Lea Sprunger                                               | COVA Nyon          | 15 febbraio 2018 | Torun        |
| 800 m piani            | 2'00"38                                                                      | Selina Büchel                                              | KTV Bütschwil      | 5 marzo 2017     | Belgrado     |
| 1 000 m piani          | 2'37"10                                                                      | Sandra Gasser                                              | ST Bern            | 13 marzo 1990    | Madrid       |
| 1 500 m piani          | 4'07"98                                                                      | Sandra Gasser                                              | ST Bern            | 14 febbraio 1993 | Sindelfingen |
| Miglio                 | 4'40"35                                                                      | Molly Renfer                                               | LC Basel           | 7 febbraio 2014  | Boston       |
| 3 000 m piani          | 9'16"64                                                                      | Astrid Leutert                                             | GG Bern            | 7 febbraio 2014  | Boston       |
| 5 000 m piani          | 16'02"58                                                                     | Molly Renfer                                               | LC Basel           | 5 dicembre 2015  | Boston       |
| 50 m ostacoli          | 6"73                                                                         | Julie Baumann                                              | LC Zürich          | 7 febbraio 1993  | Grenoble     |
| 60 m ostacoli          | 7"89                                                                         | Ditaji Kambundji                                           | ST Bern            | 19 marzo 2022    | Belgrado     |
| Salto in alto          | 1,94 m                                                                       | Salome Lang                                                | LAS Old Boys Basel | 16 febbraio 2020 | San Gallo    |
| Salto con l'asta       | 4,80 m                                                                       | Nicole Büchler                                             | LC Zürich          | 17 marzo 2016    | Portland     |
| Salto in lungo         | 6,71 m                                                                       | Irene Pusterla                                             | Vigor Ligornetto   | 5 marzo 2011     | Parigi       |
| Salto triplo           | 13,45 m                                                                      | Claudia Vetsch                                             | LC Zürich          | 19 febbraio 1995 | Macolin      |
| Getto del peso         | 18,75 m                                                                      | Ursula Stähli                                              | OB Basel           | 25 gennaio 1987  | Macolin      |
| Pentathlon             | 4 489 punti                                                                  | Geraldine Ruckstuhl                                        | STV Altbüron       | 3 febbraio 2019  | Macolin      |
| Pentathlon             | 8"70 (60 hs), 1,81 m (alto), 14,55 m (peso), 5,96 m (lungo), 2'17"62 (800 m) |                                                            |                    |                  |              |
| Marcia 3 000 m (pista) | 17'22"26                                                                     | Dora Jakob                                                 | CM Yverdon         | 17 febbraio 2012 | Mondeville   |
| Staffetta 4×200 m      | 1'44"39                                                                      | Michelle Baumer Daphne Zubler Annina Fahr Lydia Boll       | LC Shaffhausen     | 27 gennaio 2018  | Sindelfingen |
| Staffetta 4×400 m      | 3'33"72                                                                      | Cornelia Halbheer Lea Sprunger Fanette Humair Yasmin Giger | Swiss Athletics    | 3 marzo 2019     | Glasgow      |
| Staffetta 4×800 m      | Vacante                                                                      |                                                            |                    |                  |              |